# Calicnemia nipalica
Calicnemia nipalica – gatunek ważki z rodziny pióronogowatych (Platycnemididae).